# Disability Mainstreaming
Der englische Begriff Disability Mainstreaming, deutsch Integration der Perspektive von Menschen mit Behinderung oder auch Gleichstellung von Menschen mit Behinderung als Querschnittsaufgabe, ist eine Analogie zu dem bei der Geschlechteremanzipation verwendeten Begriff Gender-Mainstreaming und bezeichnet die Absicht, die Gleichstellung von Behinderten auf allen gesellschaftlichen Ebenen durchzusetzen.
Die Einforderung von Disability Mainstreaming stützt sich auf die UN-Konvention zur Förderung und zum Schutz der Rechte und Würde von Menschen mit Behinderungen, kurz UN-Konvention über die Rechte von Menschen mit Behinderungen, welche am 13. Dezember 2006 durch die Generalversammlung der Vereinten Nationen verabschiedet wurde. In Deutschland hat die UN-Behindertenrechtskonvention seit dem 26. März 2009 gesetzliche Gültigkeit und Verbindlichkeit.
Für die Gleichstellung von Menschen mit Behinderung setzt die Politik Behindertenbeauftragte ein. Auf betrieblicher Ebene gibt es Schwerbehindertenvertretungen. Als ergänzende Strategie dazu macht Disability Mainstreaming die Gleichstellung und Emanzipation von Menschen mit Behinderung zur Aufgabe von allen unter der Beteiligung der Betroffenen und unter Berücksichtigung der ihnen jeweils eigenen Interessen und Belange. Dies auch jenseits des Feldes der Sozialpolitik, bei der es vor allem darum geht, ein soziales Netz für Menschen mit Behinderungen zu knüpfen. Dieses soll sie wenn schon nicht mit regulärer Arbeit, so doch mit substituierenden Transferzahlungen oder einem Arbeitsplatz versorgen, unter Umständen auch in einer Werkstatt für behinderte Menschen.

## Worterklärung und Übersetzung
Der Begriff Disability Mainstreaming lässt sich nicht wörtlich ins Deutsche übersetzen; der Begriff Disability (engl.) kann übersetzt werden mit Behinderung. Der Begriff Behinderung lässt sich dabei unterscheiden vom Begriff Einschränkung als Beschreibung körperlicher oder geistiger bzw. seelisch / psychischer Gegebenheiten. Behinderung bezeichnet in diesem Sinne die von außen erfolgende soziale Ausgrenzung oder Definition infolge einer persönlichen Einschränkung. Auf diese Unterscheidung verweist z. B. die Aktion Mensch mit ihrem Leitspruch Man ist nicht behindert – man wird behindert. Behinderung ist in dieser Sichtweise eine Erfahrung, die ein Mensch mit einer Einschränkung vor allem durch seine Umwelt und sein Umfeld erfährt und weniger durch (s)eine persönliche (angeborene) Eigenschaft. Dies geschieht vor allem durch die Erfahrung, dass dem als behindert Definierten eine Teilhabe oder Teilnahme an gesellschaftlichen und anderen Aktivitäten verwehrt wird und durch die Vermittlung und der damit einhergehenden Festigung seines Zustandes oder seiner Eigenheiten als etwas Besonderes.
Mainstreaming (engl. mainstream, deutsch Hauptströmung, zum Hauptstrom machen, in den Hauptstrom bringen) bedeutet, dass eine bestimmte inhaltliche Vorgabe, die bisher nicht das Handeln bestimmt hat, nun zum zentralen Bestandteil bei allen Entscheidungen und Prozessen gemacht werden soll.

## Aufgabe des Disability Mainstreaming
Disability Mainstreaming ist laut Karl Hermann Haack, dem früheren Beauftragten der Bundesregierung für die Belange behinderter Menschen, „ein Perspektivenwechsel hin zu einem umfassenden Ansatz der Einbeziehung und Berücksichtigung von Belangen behinderter Menschen (…), d. h.: Jedwedes politisches und gesellschaftliches Handeln soll danach befragt werden, in welcher Weise es zur Gleichstellung und Teilhabe behinderter Menschen beiträgt oder sie verhindert.“
Das European Disability Forum definiert Disability Mainstreaming als systematische Integration der Bedürfnisse von Menschen mit Behinderung in alle Politikbereiche, von der Planungsphase, bis zur Implementierung, Überwachung und Auswertung.
Damit ist Disability Mainstreaming analog zu Gender-Mainstreaming ein Auftrag an die Spitze einer Verwaltung, einer Organisation, eines Unternehmens und an alle Beschäftigten, die unterschiedlichen Interessen und Lebenssituationen von Menschen mit und ohne Behinderung in der Struktur, in der Gestaltung von Prozessen und Arbeitsabläufen, in den Ergebnissen und Produkten, in der Kommunikation und Öffentlichkeitsarbeit und in der Steuerung (Controlling) von vornherein zu berücksichtigen, um das Ziel der Gleichstellung zu verfolgen.
Die Europäische Union bewertet das Mainstreaming von Fragen im Zusammenhang mit Behinderung als „eines der wichtigsten Instrumente der EU zur Förderung der Chancengleichheit für behinderte Menschen, insbesondere im Rahmen des EU-Aktionsplans für Menschen mit Behinderung“.

## Disability Mainstreaming im internationalen Kontext
Die Generaldirektion V der Europäischen Kommission bezeichnet Disability Mainstreaming als wichtige Strategie einer europäischen Beschäftigungspolitik und empfiehlt den Mitgliedstaaten die Einführung. Nach ihrer Einschätzung wird das Konzept von Entscheidungsträgern noch nicht verstanden und deshalb bisher nicht angewandt. Mit Disability Mainstreaming seien nicht kleine, isolierte Projekte zur Förderung der Beschäftigung von Menschen mit Behinderung gemeint, sondern groß angelegte Beschäftigungsstrategien, die systematisch verfolgt werden sollten.
Groß angelegte Strategien zur Eingliederung von Menschen mit Behinderung ins Berufsleben fördert der Europäische Sozialfonds. Darüber hinaus bedeutet Disability Mainstreaming aber, die Bedürfnisse benachteiligter Gruppen nicht gesondert zu behandeln, sondern ihre Gleichstellung von vornherein zur umfassenden Strategie zu machen. In diesem Sinne wäre z. B. auch für die Vergabe von Geldern aus dem Strukturfonds, mit dem bauliche Maßnahmen gefördert werden, die Vorgabe notwendig, keine neuen Barrieren für Menschen mit Behinderungen zu errichten, sondern bereits bei der Planung die Barrierefreiheit zu berücksichtigen.

## Einschlägige Rechtsnorm
In der Präambel der UN-Konvention zum Schutz der Rechte und Würde von Menschen mit Behinderungen, die am 13. Dezember 2006 verabschiedet wurde, wird der Begriff Disability Mainstreaming verwendet. Während die deutsche Arbeitsübersetzung fordert, „die Wichtigkeit, Behindertenfragen zu einem festen Bestandteil der einschlägigen Strategien der nachhaltigen Entwicklung zu machen“, spricht die englische Original-Version von „the importance of mainstreaming disability issues as an integral part of relevant strategies of sustainable development“.
Heiner Bielefeldt, der Leiter des Deutschen Instituts für Menschenrechte attestiert der Konvention ein großes Innovationspotential und führt aus: „Der Konvention liegt ein Verständnis von Behinderung zugrunde, in dem diese keineswegs von vorneherein negativ gesehen, sondern als normaler Bestandteil menschlicher Gesellschaft ausdrücklich bejaht und darüber hinaus als Quelle möglicher kultureller Bereicherung wertgeschätzt wird.“ (Bielefeldt 2006)

## Gleichstellung im bundesdeutschen Recht
Änderungen im nationalen Recht der Bundesrepublik Deutschland seit Anfang der 1990er könnten zu Ausgangspunkten einer aktiven und umfassenden Gleichstellungspolitik werden. Disability Mainstreaming bietet sich als neues Instrument an, um die im bundesdeutschen Recht geforderte Gleichstellung zu erreichen.
Eine verfassungsrechtliche Ergänzung nennt Menschen mit Behinderung 1994 erstmals ausdrücklich in der deutschen Rechtsgeschichte als gleichberechtigte Staatsbürgerinnen und
-bürger: „Niemand darf wegen seiner Behinderung benachteiligt werden.“ (Art. 3 Abs. 3 S. 2 GG, Änderung von 1994) Diese Verankerung des Verbots der Diskriminierung in der Verfassung folgt laut Theresia Degener aus der Anerkennung der Tatsache, dass Menschen mit Behinderung diskriminiert werden und diesbezüglich Veränderungsbedarf besteht. (Degener 2003)
Diskriminierungen entgegenwirken soll auch das Gesetz zur Gleichstellung behinderter Menschen vom 1. Mai 2002 ebenso wie das am 18. August 2006 in Kraft getretene Allgemeine Gleichbehandlungsgesetz.
Basis all dieser Gesetze ist das Prinzip der strukturellen Gleichheit, das nicht nur aktive Diskriminierung verbietet, sondern alle Beteiligten dazu verpflichtet, aktiv zur Beseitigung alltäglicher Barrieren beizutragen. (Degener 2003)

## Beispiele aus verschiedenen Politik- und Forschungsfeldern
Disability Mainstreaming bei Gesetzgebungsverfahren würde bedeuten, dass die Auswirkungen auf Menschen mit Behinderungen von den Ministerien grundsätzlich überprüft würden, bevor Gesetze den Bundestag erreichen. Bisher ist es allerdings nicht einmal selbstverständlich, dass Behindertenorganisationen bei Anhörungen zu Gesetzesvorhaben eingeladen werden.
Disability Mainstreaming in der Technologiepolitik heißt, den Ansatz des Universal Design zu stärken. Die unterschiedlichen Bedürfnisse von Menschen mit und ohne Behinderung werden bereits in der Entwurfsphase berücksichtigt. Die Geräte werden deshalb so konstruiert, dass sie von möglichst vielen Menschen bedient werden können.
Disability Mainstreaming in Wissenschaft und Forschung bedeutet, dass Menschen mit Behinderung an Entscheidungsprozessen über Forschungsfragen und -design beteiligt werden. Bisher werden Menschen mit Behinderung nur in Ausnahmefällen gefragt, welche Erwartungen sie beispielsweise an medizinische Forschung haben und welche Fragestellungen für sie besonders wichtig sind. Die wenigen Untersuchungen, die es gibt, zeigen, dass es einen großen Unterschied zwischen der Perspektive von Menschen mit Behinderung und derer von Forscherinnen und Forschern gibt. (Abma 2005, Caron-Flinterman 2005)

## Veröffentlichungen
- Tineke Abma: Patient Participation in Health Research: Research With and for People With Spinal Cord Injuries. In: Qualitative Health Research. Vol. 15, No. 10, December 2005, ISSN 1049-7323, S. 1310–1328.
- Heiner Bielefeldt: Zum Innovationspotenzial der UN-Behindertenkonvention (= Deutsches Institut für Menschenrechte: Essay. Nr. 5). Deutsches Institut für Menschenrechte, Berlin Dezember 2006, ISBN 3-937714-30-8.
- Johanna Francisca Caron-Flinterman: dare.ubvu.vu.nl A New Voice in Science. Patient participation in decision-making on biomedical research (PDF; 827 kB). s. n., s. l. 2005, ISBN 90-90-19996-9.
- Theresia Degener: Behinderung als rechtliche Konstruktion. In: Petra Lutz, Thomas Macho, Gisela Staupe, Heike Zirden (Hrsg.): Der (im-)perfekte Mensch. Metamorphosen von Normalität und Abweichung (= Schriften des Deutschen Hygiene-Museums Dresden 2). Böhlau, Köln u. a. 2003, ISBN 3-412-08403-4, S. 449–466.
- Katrin Grüber: imew.de „Disability Mainstreaming“ als Gesellschaftskonzept. Annäherungen an einen viel versprechenden Begriff. In: Sozialrecht + Praxis. 7, 2007, ISSN 0939-401X, S. 437–444.
- Katrin Grüber, Stefanie Ackermann, Michael Spörke: Disability Mainstreaming in Berlin – Das Thema Behinderung geht alle an. Projekt im Auftrag der Senatsverwaltung für Integration, Arbeit und Soziales, der Senatsverwaltung für Stadtentwicklung und der Senatsverwaltung für Bildung, Wissenschaft und Forschung, Berlin; vertreten durch den Landesbeauftragten für Menschen mit Behinderung. IMEW, Berlin 2011, ISBN 978-3-9811917-4-5 ((PDF; 549 kB), 28. April 2012).
- Hermann Haack: behindertenbeauftragter.de Das Europäische Jahr der Menschen mit Behinderungen 2003 ist nicht Vergangenheit. Grundsatzrede des Beauftragten der Bundesregierung für die Belange behinderter Menschen auf der Bilanzveranstaltung „Teilhabe gestalten – Konsequenzen aus dem EJBM“, 18. Februar 2004, Berlin.
- Felix Welti: sgb-ix-umsetzen.de Drei Jahre SGB IX – Anspruch und Wirklichkeit – Weiterentwicklungsbedarf. In: Sozialrecht & Praxis. 10, 2004, S. 615–629.